# Grammomys minnae
Il ratto di boscaglia etiope (Grammomys minnae  Hutterer & Dieterlen, 1984) è un roditore della famiglia dei Muridi endemico dell'Etiopia.

## Descrizione
Roditore di piccole dimensioni, con la lunghezza della testa e del corpo di 110 mm, la lunghezza della coda tra 150 e 173 mm, la lunghezza del piede di 23 mm, la lunghezza delle orecchie di 18 mm e un peso fino a 36 g.

Le parti superiori sono bruno-olivastre, con la base dei peli grigia. Sulla testa prevale la tinta grigiastra. Le parti ventrali fino al labbro superiore sono bianche. La linea di demarcazione lungo i fianchi è netta. Il dorso delle zampe è biancastro misto al bruno-olivastro delle parti dorsali. Dietro ogni orecchio è presente un ciuffo di peli rossastro. La coda è più lunga della testa e del corpo, è marrone scuro sopra, più chiara sotto e con un ciuffo di peli all'estremità. Il cariotipo è 2n=32 FN=64.

## Biologia

### Comportamento
È una specie arboricola e notturna.

## Distribuzione e habitat
Questa specie è endemica di due località della Rift Valley, in Etiopia.
Vive probabilmente lungo i margini forestali a circa 1.800 metri di altitudine.

## Conservazione
La IUCN Red List, considerato l'areale limitato e il continuo declino nell'estensione e nella qualità del proprio habitat, classifica G.minnae come specie vulnerabile (VU).